# プジョー・1007
1007は、プジョーが製造・販売していた自動車である。

## 概要
2004年発売。プジョーにとって車名にゼロを二つ並べた初の車種である。日本では「イチマルマルナナ」、英語圏では「ten-oh-seven（10・0・7）」、フランス本国では「mille-sept（千七・せんなな・せんしち）」と呼ばれる。この1007以降、プジョーにおいては『従来のカテゴリーにとらわれない新たなコンセプト』を持ったモデルに四ケタの車名がつけられている。
1007は3ドアのトールワゴンで、前席両側に大型の電動スライドドアを採用しているのが特徴である。通常のヒンジ式ドアに比べて狭い場所や坂での乗り降りに有利である。
エンジンは、206と共通の1.4LSOHC、1.6LDOHCガソリン、1.4Lディーゼル（日本未導入）を搭載する。トランスミッションはプジョー初のセミオートマチック機構を持つクラッチレス5速マニュアル「2トロニック」を採用、オートマチック限定免許で運転できる。ただし、クリープ現象がないため、坂道発進時には後退に注意する必要がある。
スタイリングはフロントとリアはプジョーの社内デザイン部が、サイドはピニンファリーナが担当している。
カメレオキットによりドアトリムなど内装の一部はユーザーの好みで交換が可能である。
2008年にイギリスや日本での販売が中止され、右ハンドル車の製造を終了。翌2009年には左ハンドル車も製造・販売を終了した。

### エンジン
- ガソリンエンジン
  - 1.4L（1,360cc）：TU3、直列4気筒、73馬力/54kW、118Nm
  - 1.6L（1,587cc）：TU5 16V、直4、108馬力/79kW、147Nm
- ディーゼル エンジン
  - 1.4L（1,398cc）：HDi、ディーゼル直4、70馬力/51kW、160Nm（日本未導入）

### 日本での販売
2006年2月、ガソリンエンジン仕様のみがプジョー・ジャポンによって発売された。全幅は本国仕様のままだと1,686mmだが、日本においては測定方法の違いで1,710mmとなり、3ナンバー登録扱いだった。
2008年に販売を終了した。